# Dewevrella
Dewevrella és un gènere monotípic de fanerògames de la família de les Apocynaceae. Conté una única espècie: Dewevrella cochliostema De Wild.. És originària del centre de l'Àfrica tropical al Zaire.

## Taxonomia
Dewevrella cochliostema va ser descrita per Émile Auguste Joseph De Wildeman i publicat a Mission Émile Laurent 549. 1907.